# アクアメロン
アクアメロンは、千葉県で生産・出荷されるメロン（マスクメロン系）の品種。地域ブランド名「千葉アクアメロン」としても販売される。

## 概要
千葉県農業総合研究センター暖地園芸研究所と千葉県温室組合連合会の共同研究によって開発された品種で、温室栽培にて育てられるメロンである。種類は、「アクアプリンセス」「アクアクィーン」で、「千葉アクアメロン」として商標登録されている。

## 品種
- 品種名：「アクアクィーン」種苗登録番号：第9205号
  - 種苗登録日：2001年8月16日 登録者：千葉県
- 品種名：「アクアプリンセス」種苗登録番号：第13196号
  - 種苗登録日：2005年6月22日 登録者：千葉県・鈴木清悟（スズキメロン園）